# Andreas Cornelius
Andreas Evald Cornelius (Copenhague, 16 de marzo de 1993), más conocido como Andreas Cornelius, es un futbolista danés. Juega de delantero y su equipo es el F. C. Copenhague de la Superliga de Dinamarca.

## Clubes
| Club                                | País      | Año       | Partidos | Goles |
| ----------------------------------- | --------- | --------- | -------- | ----- |
| F. C. Copenhague                    | Dinamarca | 2012-2013 | 46       | 20    |
| Cardiff City F. C.                  | Gales     | 2013-2014 | 11       | 0     |
| F. C. Copenhague                    | Dinamarca | 2014-2017 | 130      | 41    |
| Atalanta B. C.                      | Italia    | 2017-2021 | 35       | 7     |
| F. C. Girondins de Burdeos (cedido) | Francia   | 2018-2019 | 29       | 3     |
| Parma Calcio 1913 (cedido)          | Italia    | 2019-2021 | 57       | 13    |
| Trabzonspor                         | Turquía   | 2021-2022 | 48       | 20    |
| F. C. Copenhague                    | Dinamarca | 2022-     | 68       | 7     |

## Selección nacional
Ha sido internacional con la selección de fútbol de Dinamarca; donde hasta ahora, ha jugado 44 partidos internacionales y anotó 9 goles por dicho seleccionado. Incluso participó con las selecciones menores de su país, donde jugó 27 partidos y anotó 8 goles.
| Selección                     | Partidos | Goles |
| ----------------------------- | -------- | ----- |
| Selección de Dinamarca        | 44       | 9     |
| Selección de Dinamarca sub-21 | 7        | 2     |
| Selección de Dinamarca sub-19 | 14       | 4     |
| Selección de Dinamarca sub-18 | 6        | 2     |

## Palmarés

### Títulos nacionales
| Título                 | Club             | País      | Año  |
| ---------------------- | ---------------- | --------- | ---- |
| Superliga de Dinamarca | F. C. Copenhague | Dinamarca | 2013 |
| Copa de Dinamarca      | F. C. Copenhague | Dinamarca | 2015 |
| Superliga de Dinamarca | F. C. Copenhague | Dinamarca | 2016 |
| Copa de Dinamarca      | F. C. Copenhague | Dinamarca | 2016 |
| Superliga de Dinamarca | F. C. Copenhague | Dinamarca | 2017 |
| Copa de Dinamarca      | F. C. Copenhague | Dinamarca | 2017 |
| Superliga de Turquía   | Trabzonspor      | Turquía   | 2022 |
| Supercopa de Turquía   | Trabzonspor      | Turquía   | 2022 |
| Copa de Dinamarca      | F. C. Copenhague | Dinamarca | 2023 |
| Superliga de Dinamarca | F. C. Copenhague | Dinamarca | 2023 |
| Superliga de Dinamarca | F. C. Copenhague | Dinamarca | 2025 |
| Copa de Dinamarca      | F. C. Copenhague | Dinamarca | 2025 |